# ایمنی اشیاء
ایمنی اشیاء (به انگلیسی: The Safety of Objects) فیلمی محصول سال ۲۰۰۱ و به کارگردانی رز تروچ است. در این فیلم بازیگرانی همچون گلن کلوز، درموت مالرونی، جسیکا کمبل، پاتریشا کلارکسون، جاشوا جکسون، مویرا کلی، رابرت کلاین، تیموتی اولفینت، مری کی پلیس، کریستن استوارت، شارلوت آرنلد و آرون اشمور ایفای نقش کرده‌اند.